# Танасіс Пріттас
Танасіс Пріттас (грец. Θανάσης Πρίττας), повне ім'я Атанасіос Пріттас (9 січня 1979, Салоніки, Греція) — грецький футболіст, півзахисник грецького «Аріса» та національної футбольної збірної Греції.

## Спортивна кар'єра
Танасіс Пріттас почав футбольну кар'єру 1997 року у складі «Посейдон Міханіонас» муніципалітету Міханіона ному Салонік. У 1999 році перейшов до клубу Грецької Суперліги «Ксанті», де грав шість сезонів і провів 97 матчів. За два роки уклав контракт із «Іраклісом». 2007 року перейшов в «Аріс», де став гравцем основи та привернув до себе увагу скаутів збірної.
2010 року Стеліос Малезас вперше викликаний до національної футбольної збірної Греції тренером Отто Рехагелем, щоправда до основного складу не потрапив. Провів тільки один товариський матч зі збірною КНДР. Учасник Чемпіонату світу 2010 року в ПАР.